# Hans Gutzeit
Hermann Johannes Joseph Gutzeit, genannt Hans Gutzeit (* 16. November 1894 in Plantières; † 5. Juni 1975 in Quickborn) war ein Generalmajor der deutschen Wehrmacht.

## Leben
Gutzeit wurde als Sohn eines Lazaretthelfers im lothringischen Plantières geboren. Nach dem Kriegsdienst im Ersten Weltkrieg, den er als Oberleutnant verließ, war er seit 1919 Polizeibeamter in Hamburg, zuletzt als Polizeimajor. 1935 wurde er in die deutsche Wehrmacht übernommen. Im Zweiten Weltkrieg war er ein Kommandeur der Nachschubtruppe von Wehrmacht und Waffen-SS, zuletzt im Rang eines Generalmajors. Von 1945 bis 1947 war er Kriegsgefangener. Dann wohnte er in Hamburg, später im schleswig-holsteinischen Quickborn.
Gutzeit war mehrfach verheiratet, unter anderem mit der Mutter der Juristin und SPD-Politikerin Lore Maria Peschel-Gutzeit. Diese adoptierte er bei deren Volljährigkeit.
Im Juni 1975 verstarb Hans Gutzeit im Alter von 80 Jahren in Quickborn.

## Auszeichnungen (Auswahl)
- Deutsches Kreuz in Silber